# Edoardo Agnelli (1954)
Pour les articles homonymes, voir Famille Agnelli et Agnelli.
Edoardo Agnelli Junior, né le 9 juin 1954 à New York et retrouvé mort le 15 novembre 2000 sous un viaduc de l'autoroute Turin-Savone (Italie),, est le fils de Gianni Agneli, propriétaire et administrateur de FIAT, et actionnaire principal de la Juventus de Turin ; sa mère est la princesse Marella Caracciolo de Castagneto.

## Biographie
Il effectue ses études au lycée Massimo d’Azeglio, puis à l’Atlantic College au Royaume-Uni, avant d’atterrir à l’université de Princeton où il étudie la littérature moderne. Bien que devant a priori succéder à son père à la tête de l’empire familial, ce dernier lui préfèrera son neveu Giovanni Alberto Agnelli puis, après la mort prématurée de ce dernier, son petit-fils John Elkann,. Fragile et incertain, rejetant l'esprit familial d'entreprise, Edoardo ne montre que mépris pour le milieu de la haute finance, du capitalisme et du matérialisme qui en découlent,.
Rapidement, cherchant sa voie, son intérêt se porte sur les questions philosophiques et spirituelles. Il s’intéresse d’abord à l’astrologie, il approche les franciscains, avant de voyager un peu partout à travers le monde à la rencontre de confréries initiatiques pouvant apporter des réponses à ses questions existentielles. Il voyage au Kenya et en Inde où il s'adonne aussi à la drogue,. C’est dans ce cadre qu’il rencontre le maître indien Sathya Sai Baba et le bouddhisme.
Au moment de son décès, il vivait seul dans la luxueuse villa Bona, tout près de celle de ses parents, villa Frescot, à Turin. En surcharge pondérale, il avait commencé un régime.

### Conversion à l'Islam
À 20 ans, il aurait aperçu un Coran dans une bibliothèque de New York, et lu quelques versets et leurs traductions en anglais. Sa première rencontre avec les chiites et la révolution islamique d'Iran se passe par une des  interviews de Mohammad Hassan Qadiri Abyaneh (l'attaché de presse de l'ambassade d'Iran en Italie entre 1958 et 1961) par la télévision italienne. Ensuite Edoardo Agnelli rencontre l'ayatollah Khamenei en Iran, se serait converti à l'Islam dans un centre islamique à New York sous le nouveau nom de « Hisham Aziz » et voyagé encore en Iran qu'il adopte comme son deuxième pays,. Pour autant et d'après le témoignage de son ami Marco Bava qui contestera la validité de l'autopsie et de l'enquête, il continuait à fréquenter avec lui les églises.

### Décès
Le 15 novembre 2000, la presse annonce que Edoardo Agnelli junior se serait suicidé, jeté d’un pont sur les bords de la Stura,. Il avait 46 ans.
Selon Bava, analyste financier, Agnelli n'aurait jamais commis de suicide et il aurait laissé une note pour justifier son action, s'il avait voulu l'accomplir.

## Postérité
Une théorie complotiste antisémite circule selon laquelle Edoardo Agnelli aurait été victime d'un « complot sioniste » pour empêcher un musulman d'être à la tête de l'empire Fiat et lui préférer John Elkann (pourtant catholique - ayant une racine juive - choisi par Gianni Agnelli lui-même ayant exclu Edoardo de la succession,). Cette histoire s'appuie sur la thèse d'un documentaire de 2001 tiré d'une enquête faite par des journalistes iraniens arrêtés par la police italienne puis remis à leur ambassade pour être rapatriés. Le documentaire devenu culte est distribué en DVD par l'agence de presse iranienne FARS, organe de propagande du régime islamiste, se trouve aussi sur internet et passe régulièrement en prime time à la télévision iranienne.
Edoardo Agnelli est un martyr chiite : il figure en bonne place au Musée des Martyrs de l'Islam situé à côté de (en) l'université Imam Sadegh à Téhéran.
Depuis sa mort, plusieurs publications lui sont consacrées dont le livre du journaliste Giuseppe Puppo : Quatre-vingts mètres de mystère. La mort tragique de Edoardo Agnelli, préfacé par Ferdinando Imposimato et édité chez Koine New en 2009.